# Movimiento estándar chino

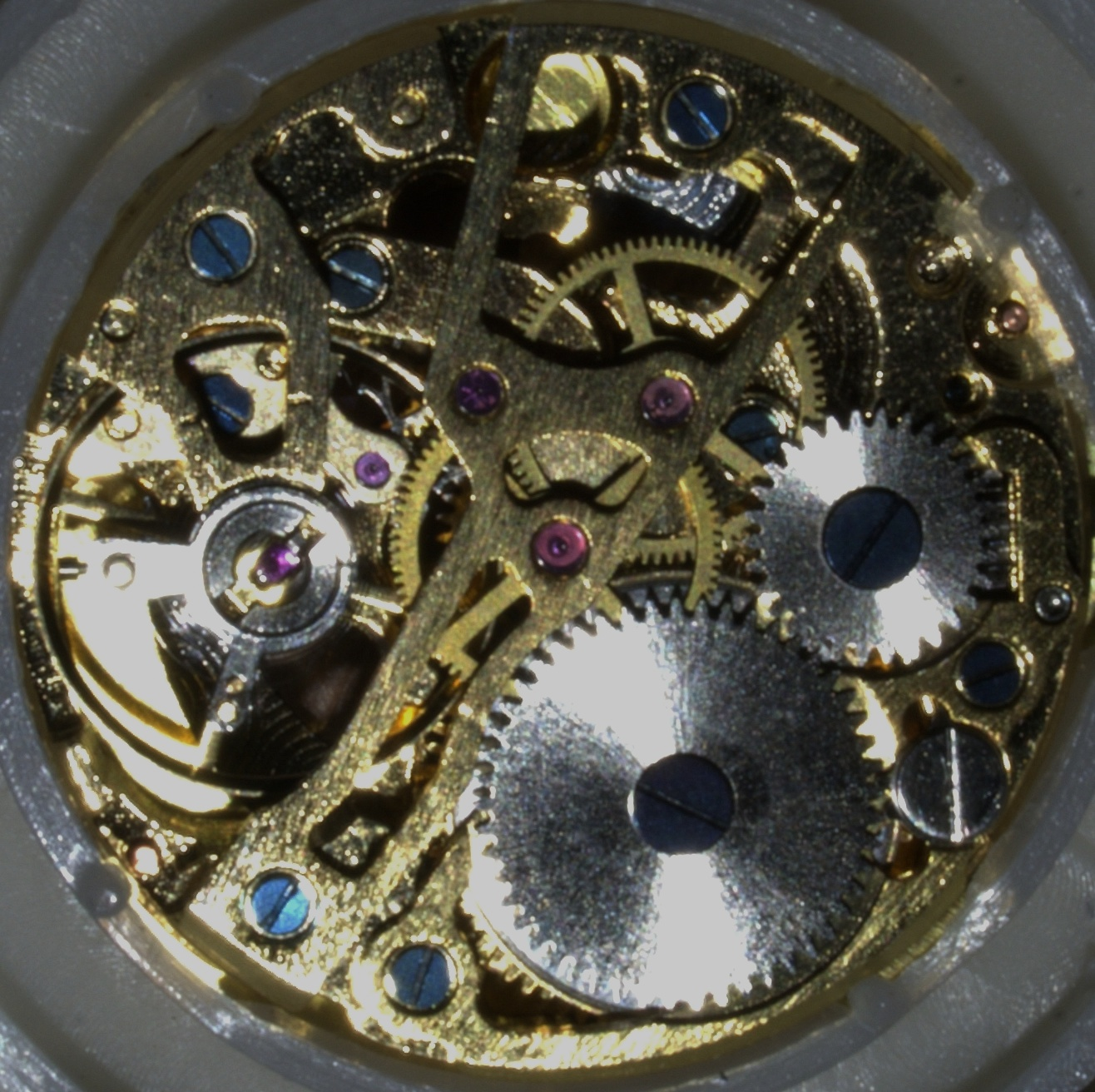
Una variante esqueletizada típica de menor calidad del movimiento estándar chino, que se encuentra con frecuencia en la actualidad en relojes mecánicos baratos producidos en serie y comercializados por un gran número de marcas. Observe el acabado tosco del movimiento. El anillo espaciador de plástico blanco diseñado para sostener y estabilizar el movimiento en su caja es claramente visible alrededor del movimiento (foto de 2008)

El movimiento estándar chino, también conocido comúnmente como el movimiento "Tongji" (chino: 统机, con el significado de "unificado"), es un movimiento de relojería mecánico que se desarrolló en la República Popular China durante su cuarto plan quinquenal, en la década de 1970. Fue diseñado por ingenieros de varias de las primeras fábricas de relojes chinas como parte de una iniciativa del Ministerio de Industria Ligera para consolidar la industria, y con algunas excepciones se volvió obligatorio para todas las fábricas interrumpir la producción de sus propios movimientos y producir en masa el movimiento estándar. Debido a ello, la producción del movimiento estándar ha definido toda una época en la historia de la relojería china. Con el paso del tiempo, la cantidad producida y la calidad de los movimientos mecánicos/automáticos de relojes han disminuido significativamente (al menos para la mayoría de los movimientos producidos). Hoy en día, el movimiento se sigue fabricando, por lo general, en variantes simples (incluso rudimentarias) y esqueletizadas (es decir, con piezas y segmentos ahuecados para que los mecanismos internos sean más visibles) para relojes automáticos, que suelen instalarse también en relojes de producción económica made in China.

## Historia

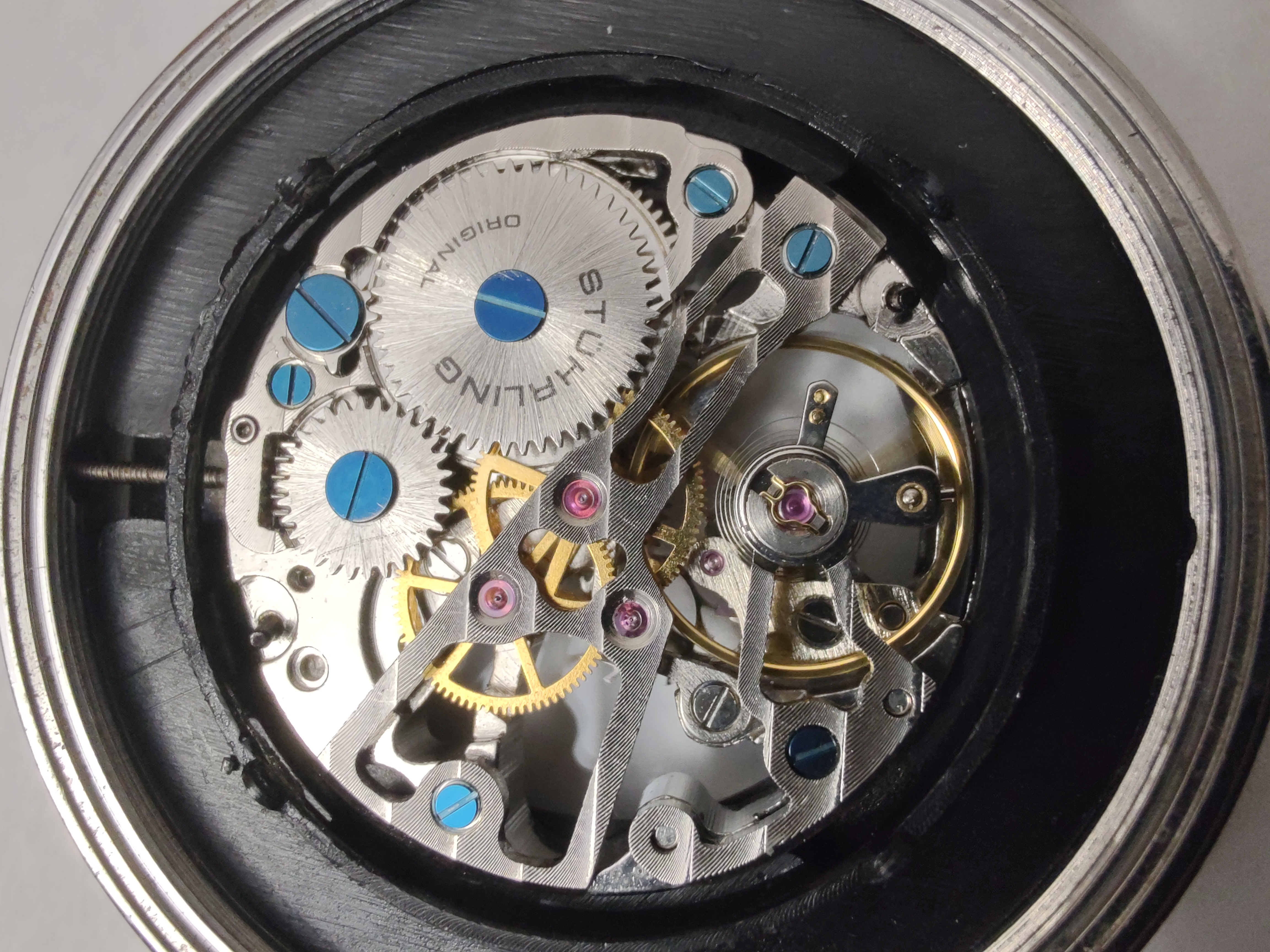
Una variante esqueletizada del movimiento estándar chino, en un reloj de mayor calidad. El movimiento se ha manipulado fuera de la caja, pero aún se pueden ver en este movimiento las estrías del acabado y el trabajo en el metal (foto de 2023)

### Orígenes
A finales de la década de 1960, la industria relojera china había madurado y la producción en varias fábricas era de buena calidad y cantidad. Para aprovechar esto, el Cuarto Plan Quinquenal impuso un programa de consolidación para la industria, en el que se fabricaría un diseño de reloj estandarizado en fábricas de (casi) todas las provincias. El movimiento resultante se conoció en chino como 统一机芯 (Tongyi Jixin, "Movimiento Unificado"), a menudo abreviado como 统机 (Tongji).
El prototipo SZ-1 fue desarrollado por un grupo de diseño formado por ingenieros de muchas unidades. El proyecto comenzó en 1969 bajo la dirección del Ministerio de Industria Ligera, aprovechando los recursos de diversas industrias: Shanghai Clock & Watch Industry Company, Shanghai Watch Factory, Shanghai No. 2 Watch Factory, Tianjin Clock & Watch Factory, Beijing, Liaoning, Guangzhou & Xi'an Hongqi Watch Factories, Xi'an Fenglei Meters & Watch Company, junto con el Clock & Watch Research Institute del Ministerio de Industria Ligera en Xi'an, y los técnicos y expertos en instrumentos de cronometraje de la Universidad de Tianjin. El grupo estudió muchos diseños de relojes extranjeros y combinó sus aspectos más destacados para el prototipo SZ-1. Los planos se finalizaron en noviembre de 1971. El diseño resultante se asemeja más al Enicar AR1010, que se encontraba en una de las pocas gamas de relojes suizos que se vendían en China en ese momento. Sin embargo, no hay evidencia de la participación de Enicar en el proyecto SZ-1. La Jilin Watch Factory desarrolló una versión sustancialmente más grande del mismo diseño, denominada HJ1A, para su uso en relojes de bolsillo.

### Producción en masa
Una vez que se estableció la producción del nuevo reloj en las fábricas existentes, se construyeron muchas otras nuevas para producir el reloj estándar. En la mayoría de las factorías se producía el reloj completo, por lo que las habilidades y tecnologías requeridas se distribuyeron ampliamente por todo el país. A finales de la década de 1970, había más de 30 empresas de fabricación de relojes completos en China (posiblemente hasta 50). La producción de relojes en China aumentó de 6,56 millones en 1974 a 33,01 millones en 1982. Aproximadamente el 82% de los relojes chinos producidos en 1983 tenían movimientos estándar.

### Declive
Aunque este movimiento fue el más producido en China hasta algún momento de la década de 1980, su fabricación no fue inmune a los cambios causados por la crisis del cuarzo de la industria relojera que se produjeron durante esa década. Los cambios en la política económica, los diseños de reemplazo, los cierres de fábricas y la reutilización de varias instalaciones de producción de relojes chinas contribuirían a la disminución de su fabricación. Además, la transferencia de soberanía de Hong Kong en 1997 (hasta entonces, Hong Kong había estado produciendo sus propios movimientos, tanto de cuarzo como mecánicos), también redujo el dominio del Movimiento Estándar Chino en términos del número de unidades fabricadas.

## Producción actual
El movimiento se ve con frecuencia hoy en día en sus variantes automáticas simples y esqueletizadas en relojes cuyos precios varían entre 10 y 100 dólares. La calidad de la mayoría de los movimientos ha disminuido significativamente desde su fabricación inicial en la década de 1970 y, a pesar de su diseño (que se considera muy bueno), desde entonces se ha ganado una reputación de mala calidad, principalmente debido a problemas de control de calidad y a la propia calidad de fabricación de las instalaciones en China que aún producen este movimiento.
Incluso en esta etapa tardía, se siguen desarrollando nuevas variantes. El esfuerzo involucrado en tal trabajo es una señal de que los movimientos estándar de buena calidad seguirán estando disponibles en al menos algunas fuentes. La fábrica de relojes de Liaoning está produciendo un nuevo movimiento estándar automático que se distingue por un puente de cuerda automática más ancho que cubre parcialmente el barrilete del resorte principal. Este diseño también se ha visto en combinación con un movimiento de base esqueletizado con un corte y una decoración más elaborados que la mayoría de las unidades del modelo estándar clásico. LWF también puede ser responsable de un nuevo movimiento de corazón abierto basado en el estándar, en el que el volante se ha trasladado al lado de la esfera. En 2008, la empresa de relojes Shandong Liaocheng Zhong Tai Watch Company presentó una nueva versión esqueletizada sobre una placa principal de 33 mm, con un sencillo módulo de cuerda automática según el principio de la palanca mágica. Todas estas variantes han sido adoptadas con entusiasmo por las numerosas marcas nuevas de Shenzhen de menor precio, como Fineat, y algunas empresas de relojes extranjeras como Invicta.

## Importancia del movimiento estándar
El proyecto para establecer el reloj estándar tenía como objetivo original poner a disposición de casi cualquier trabajador de la República Popular China un reloj de 17 rubíes con caja de acero y al alcance de sus posibilidades. Los fondos de caja, a menudo elaborados, y las coronas firmadas de muchos relojes estándar antiguos son un testimonio del orgullo de las empresas locales que los construyeron.
La producción distribuida de un diseño estándar a través de un modelo de negocio integrado verticalmente, es decir, una única empresa que fabrica todo el reloj, ha proporcionado una base de habilidades y tecnología sobre la que se ha construido la industria relojera china moderna. Con una mayor competencia en el mercado internacional, ha surgido una mayor integración horizontal en la industria, pero esto solo ha sido posible gracias a las habilidades y a la tecnología ya existentes.

## Detalles de producción y especificaciones
El movimiento estándar fue diseñado para tener menos piezas que otros movimientos similares, de modo que fuera más fácil de producir y reparar, manteniendo al mismo tiempo una alta precisión y fiabilidad. La especificación básica del calibre del reloj de pulsera estándar es un mínimo de 17 rubíes, un mecanismo de escape con una frecuencia de 21.600 bph (pulsaciones por hora), una reserva de marcha mínima de 40 horas y una desviación media de +/-30 segundos por día.
El movimiento se fabrica en varios grados (de alto a bajo) tanto para relojes automáticos como en relojes de cuerda manual. Inicialmente fabricado exclusivamente por empresas chinas (es decir, fabricantes de relojes controlados por el Estado), se pueden encontrar variantes del Movimiento Estándar Chino en todos los grados y en ambas formas, incluso en varios relojes cuyas marcas no son chinas pero que aún se fabrican en China.